# Nevil Maskelyne
Nevil Maskelyne   (Londres, 6 d'octubre de 1732 - Greenwich, 9 de febrer de 1811) va ser un astrònom anglès, va ser el cinquè "Astrònom Reial" i director de l'Observatori Astronòmic de Greenwich.

## Vida i obra
Era el tercer fill del matrimoni entre Edmund Maskelyne, oriünd de Purton (Wiltshire) i Elizabeth Booth. Va quedar orfe de pare als dotze anys i la família no tenia gaires recursos econòmics, però tot i així va poder ser escolaritzat al Westminster College de Londres.
Segons expliquen els seus biògrafs l'observació de l'eclipsi solar de l'any 1748 el va impressionar tant que va decidir dedicar-se a l'astronomia i es va graduar en el setè lloc en el Trinity College, Universitat de Cambridge, l'any 1754 dedicant-se des d'aquest moment a ampliar els seus coneixements astronòmics.
Va conèixer l'astrònom James Bradley el 1755, que el va iniciar en l'observació. A causa de les seves especials aptituds l'any 1761 va ser comissionat per la Royal Society per a efectuar delicades observacions del trànsit del planeta Venus sobre el disc solar, per a això es va desplaçar fins a l'illa de Santa Helena; durant les setmanes del trajecte marítim va dur a terme experiments per determinar la longitud per mitjà d'observacions lunars, mètode del qual va ser ferm partidari i que el va enemistar amb John Harrison qui propugnava el mètode alternatiu dels cronòmetres.
L'any 1765 va succeir a l'astrònom Nathaniel Bliss en el càrrec d'Astrònom Reial, càrrec que va mantenir fins a la seva mort el 1811.

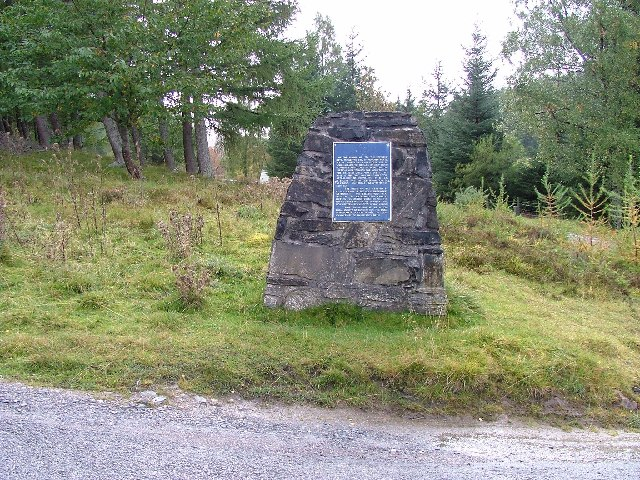
Placa commemorativa a Braes of Foss, a prop del Mont Schiehallion.

L'any 1772 va suggerir als membres de la Royal Society la realització d'un experiment (conegut com a experiment de Schiehallion) per a la determinació de la densitat de la Terra de manera pràctica (Henry Cavendish l'havia determinat anys abans experimentalment, a casa), l'experiment va ser portat a terme en 1774: per mitjà d'una plomada i una sèrie de teodolits especials va mesurar l'atracció gravitatòria d'una muntanya de granit (la muntanya Schiehallion, a Perthshire) entre juny i octubre d'aquest any. D'aquests resultats Charles Hutton va calcular la densitat mitjana terrestre entre 4,5 i 5 vegades la de l'aigua.
Posteriorment va planificar i desenvolupar delicats experiments de geodèsia, especialment la mesura de la longitud d'un grau a la latitud de Maryland, Pennsilvània, duta a terme amb èxit pels astrònoms Mason i Dixon entre els anys 1766 i 1768; posteriorment es va concentrar en la determinació de longitud existent entre les ciutats de Greenwich i París.
Maskelyne va participar en tots els projectes clau de l'astronomia del segle XVIII. Aquestes participacions van incloure expedicions ambicioses per observar els trànsits de Venus, experiments dissenyats per establir la forma i el "pes" de la Terra, la reconstrucció de l'Observatori Reial de Greenwich i l'estudi de noves terres en viatges d'exploració científica.

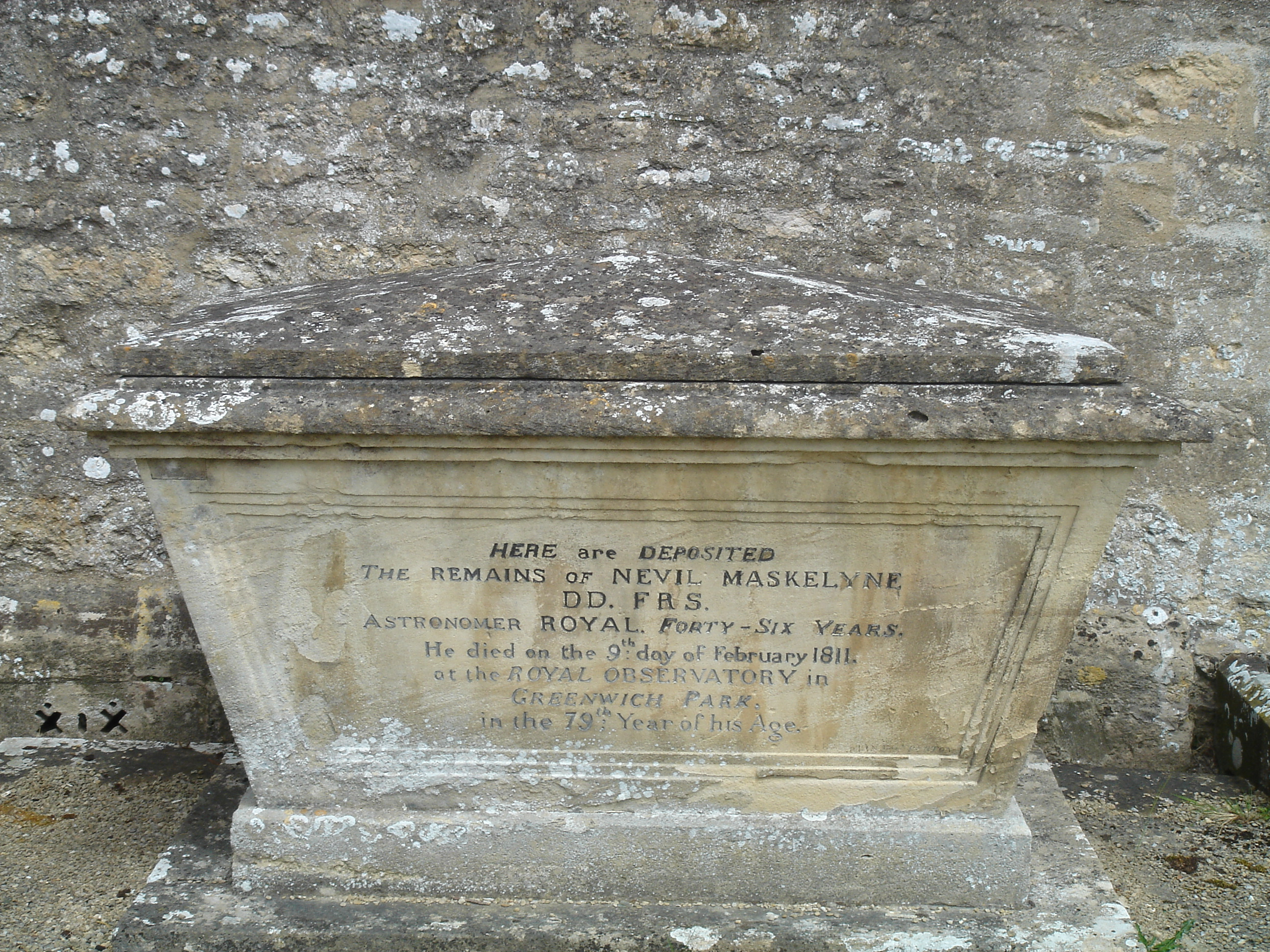
Tomba de Maskelyne a Purton, Wiltshire.

Es va casar el 1785 amb Sophie Ross i va tenir una filla: Margaret Maskelyne (1786-1858) que va ser la mare de Nevil Story-Maskelyne (1823-1911), professor de mineralogia a Oxford durant molts anys. Maskelyne va morir a Londres el 1811 i va ser enterrat a l'església del poble dels seus ancestres: Purton.

## Eponímia
- El cràter lunar Maskelyne porta aquest nom en la seva memòria.[8]